# Stazione di Monticello d'Alba
La stazione di Monticello d'Alba è una fermata ferroviaria posta sulla linea Alessandria-Cavallermaggiore. Serve il centro abitato di Monticello d'Alba.

## Strutture e impianti
Il fabbricato viaggiatori si sviluppa su due piani. Al piano terra era presente la biglietteria, la sala d'attesa, l'ufficio movimento e l'ufficio del capostazione. Il primo piano ospitava l'alloggio del capostazione. Nel 2016 sono stati effettuati i lavori di elettrificazione tra le città di Bra e Alba e la riqualificazione dello stabile.

## Movimento
La fermata di Monticello d'Alba è servita dai treni della linea SFM4 del servizio ferroviario metropolitano di Torino.